# エトセトラブックス
株式会社エトセトラブックス（英: etc. books, Inc）は、日本の出版社、書店である。フェミニズムの書籍を取り扱っている。

## 歴史
出版社のエトセトラブックスは、2018年12月、松尾亜紀子によって設立され、2019年2月に始動した。設立にあたり、「2010年ごろからSNSを中心に日本の多くの女性たちがフェミニズムについての対話を始めたこと」と「独立系の出版社がたくさん登場したこと」の2つが後押しになった。社名は松田青子の考案によるものであり、「エトセトラ (etc.)」には「これまで『等々』で括られてきた、多様であるがゆえにまだ伝えられていないフェミニストの声を届けていく」という思いが込められている。ロゴは福岡南央子がデザインした。ロゴに描かれている6つの顔は、特定の人物ではなく、「この世に存在するフェミニストたち＝etc.の象徴」であるという。
2019年5月、フェミニズムの話題について取り上げる雑誌『エトセトラ』を創刊した。「コンビニからエロ本がなくなる日」特集の創刊号は5,000部の売り上げを記録した。以後、年2回（5月と11月）の刊行を続けている。作家、漫画家、芸能人を編集者として起用し、女性の身体、女性運動、韓国ドラマ、スポーツ、アイドルなどについて特集している。森山至貴は「現在進行形のフェミニズムを知ることができる」と評している。
書店のエトセトラブックスは、2021年1月、東京都世田谷区代田に開業した。前年12月24日から26日までのプレオープンでは150人以上の客が来店し、約350冊の書籍が売れた。毎週木曜日から土曜日までの3日間だけ営業している。エトセトラブックスから刊行された書籍の他に、フェミニズムの専門書、小説、コミック、児童書、オリジナル・グッズなどを取り扱っている。書籍については新刊と古書の両方を販売している。『タイムアウト東京』の2021年の記事で「東京、ベストインデペンデント書店15選」に選出された。

## 出版

### 単行本
- 牧野雅子『痴漢とはなにか』（2019年）
- ヴァージニア・ウルフ『ある協会』（2019年）
- カルメン・マリア・マチャド（英語版）『彼女の体とその他の断片』（2020年）
- フラワーデモ編『フラワーデモを記録する』（2020年）
- 笙野頼子『水晶内制度』（2020年）
- ベル・フックス『フェミニズムはみんなのもの』（2020年）
- カン・ファギル（英語版）『別の人』（2021年）
- ユン・ウンジュ『女の子だから、男の子だからをなくす本』（2021年）
- カルメン・マリア・マチャド『イン・ザ・ドリームハウス』（2022年）
- ダリア・セレンコ『女の子たちと公的機関』（2023年）
- 小山さんノートワークショップ編『小山さんノート』（2023年）
- 柚木麻子『マリはすてきじゃない魔女』（2023年）
- テレサ・ソーン『じぶんであるっていいかんじ』（2024年）[14]

### 雑誌
- 『エトセトラ』（2019年 - 2023年）[14]